# Редька посевная
Редька посевная, или Редька огородная (лат. Raphanus raphanistrum subsp. sativus), — однолетнее или двулетнее травянистое растение, относящееся к роду Редька (Raphanus) семейства Капустные (Brassicaceae). В соответствии с МКБН более корректным ботаническим названием является редька дикая подвид посевная или редька полевая подвид посевная.

## Название
Под словом «редька» может пониматься как ботанический род Редька (Raphanus) в целом, так и, в бытовом смысле, некоторые огородные культуры — редька чёрная, редька белая, редька японская (дайкон), редька китайская (лоба).

## Распространение
Родина растения — Азия; оно с древнейших времён разводится как овощ. По другим источникам, редька впервые встречается в Египте и Китае. Изображение этого корнеплода есть на развалинах Карнакского храма, надписи на пирамиде Хеопса. Из семян редьки и египтяне, и китайцы производили распространённое в древнем мире растительное масло.
Из Египта редька попала в Древнюю Грецию. В дни чествования бога Аполлона греки приносили к его алтарю изображения трёх главных, по их понятиям, корнеплодов — редьки, свёклы и моркови. При этом редька была непременно золотой, свёкла — серебряной, а морковь — оловянной.
В Россию редька попала от народов Азии. Этот овощ был обязательным компонентом тюри. Из редьки изготовляли древнейшее народное лакомство — мазюню: нарезали корнеплод тонкими ломтиками, нанизывали на спицы и высушивали на солнце, толкли, просеивали сквозь сито и, получив редечную муку, варили её в белой патоке до загустения, прибавляя различные пряности.
В диком состоянии не известна. Культивируется по всей Европе, в Северной Америке, Австралии и умеренном климате Азии.

## Ботаническое описание
Корень утолщённый, съедобный, однолетний (редис) или двулетний (редька), реже тонкий (масличная редька), различной окраски — красной, белой, фиолетовой, розовой, чёрной.
Листья лировидно-перисто-надрезанные, реже листья цельные, верхняя лопасть крупная, число боковых лопастей от 2 до 6 пар.
Лепестки белые, розовые или фиолетовые.
Стручки широкие, несколько вздутые, голые или жёстко-волосистые, при созревании мягкие, внутри губчатые, с неясно намеченными полостями, но не членистые.

### Экология
Растение предпочитает перегнойную, глубокую, несколько влажную почву. Посев гнездовой.
Из вредителей на растения часто нападают крестоцветные блошки. На редьке и редисе паразитируют грибы Botrytis cinerea, Cercospora atro-grisea, Phoma raphanicola.

## Значение и применение
|                                                                |
|                                                                |
|                                                                |
|                                                                |
| Различные типы корнеплодов: редис, дайкон, редька чёрная, лоба |

### В кулинарии
В пищу употребляют как корнеплоды (в основном в салатах и окрошках), так и молодую листву (в салатах, окрошках, супах). Корнеплоды обычно употребляют в сыром виде. Они хрустящие и имеют острый, перечный вкус, вызваный присутствием глюкозинолатов и фермента мирозиназы, которые при соединении дают аллилизотиоцианат (также присутствующий в горчице, хрене и васаби).
Редька была обычным овощем для крестьянского огорода, являлась одним из блюд «постного стола». Относительно способов употребления редьки известна русская пословица «В редьке пять еств: редечка триха [то есть измельчённая на тёрке], редечка ломтиха, редечка с маслом, редечка с квасом да редечка так».
В некоторых областях Франции из ломтиков редьки, поджаренных над пеплом, готовят суп.

### В медицине
Редька может применяться при лечении ряда болезней — коклюша, рака, кашля, гастрита, болезни печени и болезни жёлчного пузыря, запора, диспепсии, артрита, жёлчнокаменной и почечно-каменной болезни.

### В промышленности
Семена этого вида могут быть использованы для получения эфирного масла. Семена диких разновидностей содержат около 48 % масла, которое может быть использовано как биотопливо. Масличная разновидность редьки хорошо культивируется в районах с прохладным климатом.

### В культуре
Жители города Оахака-де-Хуарес, Мексика 23 декабря в рамках праздника «Christmas La Navidad» проводят фестиваль Ночь редиса, на котором местные жители вырезают из корнеплодов фигурки религиозных персонажей и популярных людей и выставляют их на городской площади.

### Прочее
Хороший медонос. Продуктивность мёда сплошными зарослями 40—50 кг/га. Для пчеловодов ценна тем, что можно высеивать в определённые сроки и создавать медосбор в желаемый период. Мёд относится к числу быстро кристаллизующихся, поэтому его не следует оставлять пчёлам на зиму в качестве кормовых запасов.

## Классификация

### Таксономия[9]
Raphanus raphanistrum subsp. sativus (L.) Domin, 1910, Beih. Bot. Centralbl. 26(2): 255
Подвид Редька дикая подвид посевная относится к виду Редька дикая (Raphanus raphanistrum) рода Редька (Raphanus) семейства Капустные (Brassicaceae) порядка Капустоцветные (Brassicales). Таксономическая схема в соответствии с Системой APG IV по состоянию на июнь 2023 года:
|  |                                      |  |                                   |                                   |                     |  | ещё 16 семейств | ещё 16 семейств |              |  |  |  | еще 13 видов, ожидающих подтверждения | еще 13 видов, ожидающих подтверждения |  |  |
|  |                                      |  |                                   |                                   |                     |  | ещё 16 семейств | ещё 16 семейств |              |  |  |  | еще 13 видов, ожидающих подтверждения | еще 13 видов, ожидающих подтверждения |  |  |
|  |                                      |  |                                   | порядок Капустоцветные            |                     |  |                 |                 | род Редька   |  |  |  |                                       | Редька дикая подвид посевная          |  |  |
|  |                                      |  |                                   | порядок Капустоцветные            |                     |  |                 |                 | род Редька   |  |  |  |                                       | Редька дикая подвид посевная          |  |  |
|  | отдел Цветковые, или Покрытосеменные |  |                                   |                                   | семейство Капустные |  |                 |                 | Редька дикая |  |  |  |                                       |                                       |  |  |
|  | отдел Цветковые, или Покрытосеменные |  |                                   |                                   |                     |  |                 |                 |              |  |  |  |                                       |                                       |  |  |
|  |                                      |  | ещё 63 порядка цветковых растений | ещё 63 порядка цветковых растений |                     |  |                 | ещё 354 рода    | ещё 354 рода |  |  |  | еще 2 внутривидовых таксона           |                                       |  |  |
|  |                                      |  |                                   | ещё 63 порядка цветковых растений |                     |  |                 |                 | ещё 354 рода |  |  |  |                                       |                                       |  |  |

### Синонимы
- Raphanistrum gayanum Fisch. &  C.A.Mey.
- Raphanus acanthiformis Morel ex  L.Sisley
- Raphanus acanthiformis Morel ex  Sasaki
- Raphanus acanthiformis var. raphanistroides (Makino)  Hara
- Raphanus candidus Vorosch.
- Raphanus caudatus L.
- Raphanus chinensis Mill.
- Raphanus gayanus G.Don
- Raphanus indicus Sinskaya
- Raphanus macropoda H.Lév.
- Raphanus niger Mill.
- Raphanus oleifer hort. ex  Steud.
- Raphanus orbicularis Mill.
- Raphanus radicula Pers.
- Raphanus raphanistroides Nakai
- Raphanus raphanistrum subsp. caudatus (L.)  Thell.
- Raphanus raphanistrum var. sativus (L.)  Schmalh.
- Raphanus raphanistrum var. sativus (L.)  Domin
- Raphanus raphanistrum var. sativus (L.) Beck
- Raphanus rotundus Mill.
- Raphanus sativus L.
- Raphanus sativus f. exsuccus (Thell.)  M.Hiroe
- Raphanus sativus f. raphanistroides Makino
- Raphanus sativus subf. silvester (Koch)  M.Hiroe
- Raphanus sativus subsp. acanthiformis (Blanch.)  Stank.
- Raphanus sativus subsp. esculentus Metzg.
- Raphanus sativus subsp. sinensis Sazonova &  Stank.
- Raphanus sativus var. caudatus (L.)  Hook.f. &  T.Anderson
- Raphanus sativus var. incarnatus Sazonova
- Raphanus sativus var. lobo Sazonova &  Stank.
- Raphanus sativus var. longipinnatus L.H.Bailey
- Raphanus sativus var. macropodus (H.Lév.)  Makino
- Raphanus sativus var. mougri Helm
- Raphanus sativus var. niger (Mill.)  J.Kern.
- Raphanus sativus var. nonpinnatus L.H.Bailey
- Raphanus sativus var. parvipinnatus L.H.Bailey
- Raphanus sativus var. radicula Pers.
- Raphanus sativus var. raphanistroides (Makino)  Makino
- Raphanus sativus var. roseus Sazonova
- Raphanus sativus var. rubidus Sazonova
- Raphanus sativus var. syrengeus Sazonova
- Raphanus sativus var. virens Sazonova
- Raphanus sinensis Thunb. ex  Pritz.
- Raphanus stenocarpus Kitag.
- Raphanus taquetti H.Lév.

|                                                                |  |  |  |  |
| Слева направо: молодые растения; цветки; стручки; семена; лист |  |  |  |  |